# Leucothyreus humilis
Leucothyreus humilis är en skalbaggsart som beskrevs av Blanchard 1851. Leucothyreus humilis ingår i släktet Leucothyreus och familjen Rutelidae. Inga underarter finns listade i Catalogue of Life.